# 24639 Mukhametdinov
24639 Mukhametdinov è un asteroide della fascia principale. Scoperto nel 1982, presenta un'orbita caratterizzata da un semiasse maggiore pari a 2,5361482 UA e da un'eccentricità di 0,1585395, inclinata di 8,07428° rispetto all'eclittica.